# Elf (banda)
Elf fue una banda estadounidense de blues rock fundada en 1967 por el bajista y vocalista Ronnie James Dio, la banda nació como resultado de la separación de su anterior agrupación Ronnie Dio & the Prophets y por el interés que surgió en Dio por el rock & roll. La banda estaba integrada originalmente por el baterista Gary Driscoll y los guitarristas Nick Pantas y David Feinstein, primo de Dio y excompañeros suyos de su anterior agrupación en el momento de su disolución, reclutando al teclista Doug Thaler. El grupo dejó de existir en 1975, habiendo grabado tres álbumes de estudio y como resultado de la oferta del guitarrista Ritchie Blackmore, de Deep Purple, para formar a Rainbow.

## Historia
En 1967, ante la idea de que Ronnie Dio & the Prophets nunca llegaría muy lejos, Ronnie James Dio toma la iniciativa de modernizar su estilo musical disolviendo a la banda. Nick, Gary y David, quienes compartían su mismo ideal, forman juntos a la agrupación The Electric Elves. La banda, influenciada en su mayor parte por The Beatles lanza en ese mismo año los sencillos "Hey, Look Me Over" y "It Pays To Advertise" con el sello MGM Records, en 1968 cambian su nombre a The Elves y para los dos años siguientes publican los sencillos "Walking In Different Circles / She's Not The Same" y "Amber Velvet / West Virginia".
En 1970, los miembros de la banda sufrieron un terrible accidente de tráfico en el que perdió la vida el guitarrista y amigo de toda la vida, Nick Pantas, a quien el resto de miembros decidieron no sustituir. Después de recuperarse de sus lesiones, Doug Thaler decidió retirarse de la música (aunque volvería en 1983 como mánager de Mötley Crüe), y fue reemplazado por Mickey Lee Soule.
En 1972 la banda cambia su nombre a Elf, conservándolo así en adelante. La banda poco a poco iría ganando un modesto reconocimiento en la escena musical, sin embargo, su momento cumbre llega cuando los integrantes de la famosa banda Deep Purple, Ian Paice y Roger Glover, los descubren durante una actuación, impresionados por su desempeño, le ofrecen a la banda ser sus teloneros y producir su álbum debut, "Elf", grabado en ese mismo año y siendo producido por Roger Glover. En 1973 Ronnie abandona su puesto como bajista para concentrarse únicamente en el canto, reclutando a Craig Gruber para ocupar la vacante, mientras que Feinstein dejó la banda, siendo reemplazado por Steve Edwards.
Un año después, en 1974 la banda lanza su segundo álbum "Carolina County Ball", Glover les pidie a Dio y a Lee Soule que cantasen en su álbum en solitario llamado The Butterfly Ball and the Grasshopper's Feast, interpretando los temas "Love Is All" y "Sitting In a Dream" por Dio, y "No Solution" por Lee Soule. Para el año siguiente la banda graba su último álbum "Trying to Burn the Sun". En ese momento el guitarrista Ritchie Blackmore se retira de Deep Purple, causado por las frecuentes discusiones con el resto de los miembros, en especial con David Coverdale y Glenn Hughes sobre la dirección que debía seguir la banda.
Ritchie ya se había fijado en el talento de Dio durante las giras de Elf con Deep Purple y había considerado grabar con él su propio álbum en solitario Ritchie Blackmore's Rainbow, el cual fue pensado como un simple proyecto sin mucho en mente al principio, pero debido a que ya no formaba parte de Deep Purple, decidió enfocarse por completo al proyecto musical, por lo que le ofrece a él y al resto de sus compañeros (excepto a Steve Edwards por supuesto) formar con él una nueva agrupación, dando como resultado el fin de Elf y el nacimiento de Rainbow.

## Miembros
- Ronnie James Dio (fallecido en 2010) - voz (1967-1975), bajo (1967-1973)
- Gary Driscoll (fallecido en 1987) - batería (1967-1975), percusión (1967-1975)
- David Feinstein - guitarra líder (1967-1973)
- Doug Thaler - teclados (1967-1972), guitarra rítmica (1968-1972)
- Nick Pantas (fallecido en 1968) - guitarra rítmica (1967-1968)
- Micky Lee Soule - teclados, guitarra rítmica, coros (1968-1975)
- Craig Gruber (fallecido en 2015) - bajo (1973-1975)
- Steve Edward - guitarra líder (1973-1975)
- Mark Nauseef - percusión (1975)

## Discografía
Álbumes
- Elf (1972)
- Carolina County Ball (1974)
- Trying to Burn the Sun (1975)

Recopilaciones
- The Gargantuan Elf Album, incluye los álbumes de 1974 y 1975 (1989)
- Ronnie James Dio: The Elf Albums, incluye los álbumes de 1974 y 1975 (1991)
- And Before Elf... There Were Elves, disco de archivo con outtakes inéditas (2011)